# Preußsches Haus

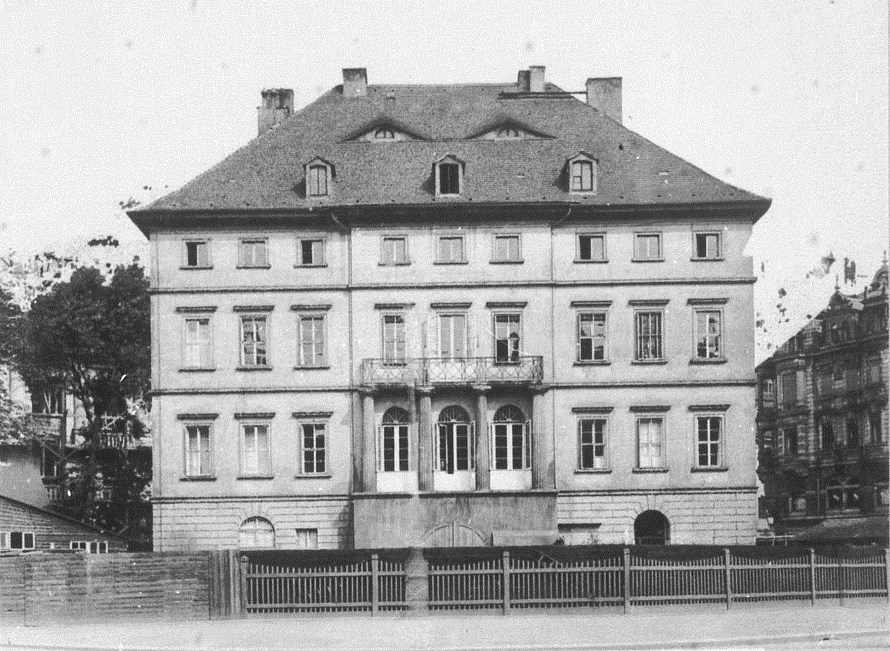
Preußsches Haus, Vorderseite

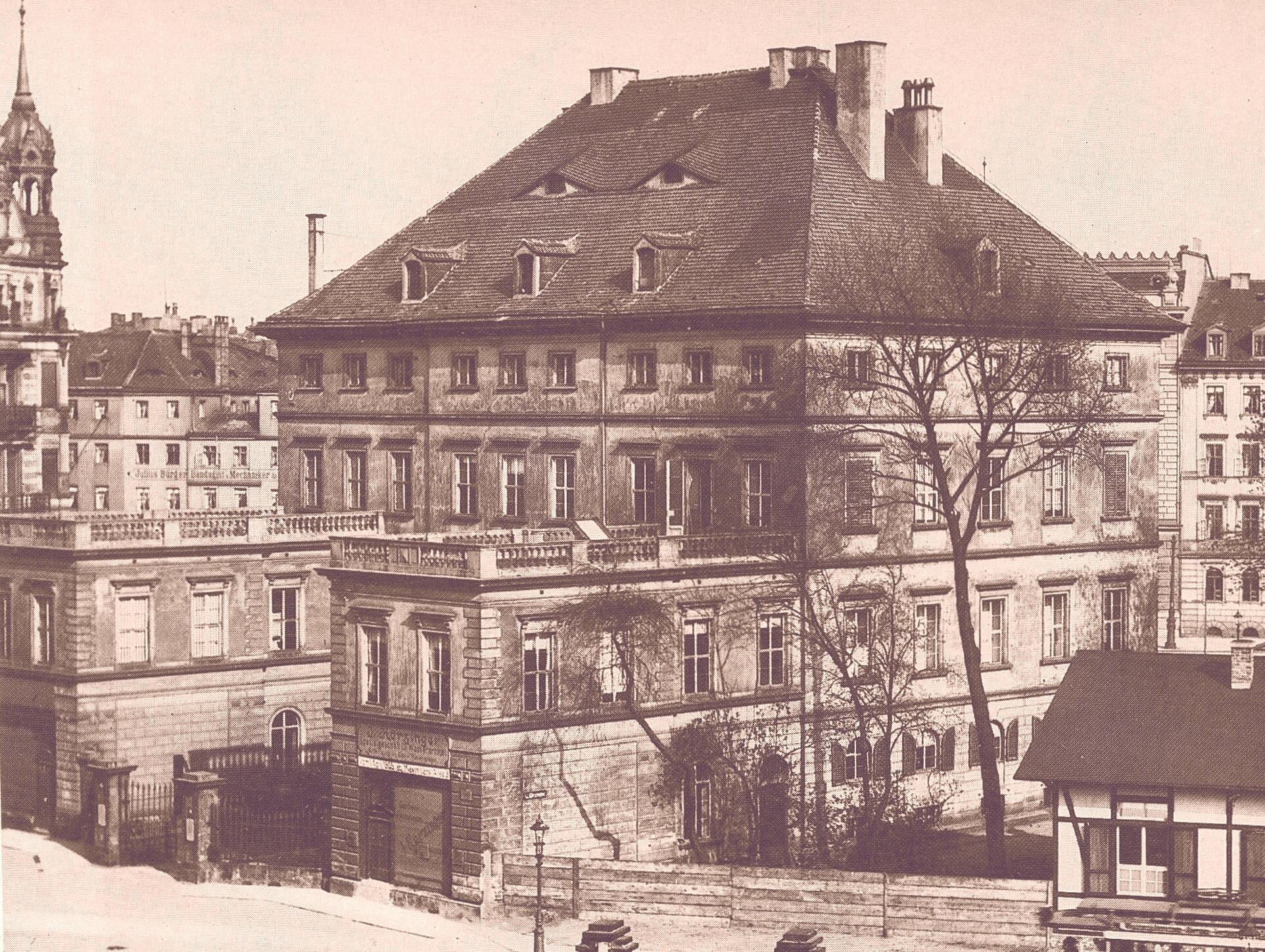
Preußsches Haus, Rückseite

Das Preußsche Haus  in Dresden war ein im Jahre 1825 errichteter klassizistischer Bau, der 1910 mit Fertigstellung des Neuen Rathauses abgebrochen wurde.

## Beschreibung
Das dreigeschossige, glatt verputzte Haus auf hohem, genutetem Sockelgeschoss war auf rechteckigem Grundriss erbaut. Es hatte eine neunfenstrige Vorder- und Rückfassade und fünffenstrige Seitenfassaden. Die Rückfassade selbst war in der Mitte mit einem dreifenstrigen Risalit gegliedert und hatte auf dem Grundriss eines Hufeisens zwei niedrige Anbauten. Die Vorderfassade selbst war ebenso in der Mitte mit einem dreifenstrigen Risalit gegliedert, dem ein von vier dorischen Säulen getragener Altan vorgelegt war.
Das Haus gehörte neben der Altstädter Wache, den Torhäusern am Leipziger Tor, dem Dritten Belvedere, dem Kuppelsaal des Schlosses Pillnitz sowie dem wiederaufgebauten Schwanenhaus von Woldemar Hermann zu den wenigen klassizistischen Bauten Dresdens.
Es wird als die „biedermeierliche Abwandlung des Landhauses von Krubascius“ charakterisiert, wobei die „klassizistischen Formen einem Baukörper aufgelegt werden, der in der Tradition barocken Formempfindens stand“.